# 熊本中央高等学校
熊本中央高等学校（くまもとちゅうおうこうとうがっこう）は、熊本県熊本市中央区内坪井町にある私立高等学校。学校法人加寿美学園が運営している。

## 設置学科
- 普通科
  - 特進コース
  - 芸術創造コース
  - 総合探究コース（1年次共通コース）
  - 福祉リビングコース（1年次共通コース）
- 総合ビジネス科
- 看護学科
5年一貫教育（看護科の3年間 + 看護専攻科の2年間）を実施している。

## 沿革
- 1903年 - 坪井女子工芸学校として設立
- 1916年 - 九州実科女学校と改称
- 1918年 - 九州実科高等女学校と改称
- 1922年 - 貞明皇后より御歌が下賜される
- 1933年 - 熊本県中央高等女学校と改称
- 1948年 - 熊本県中央女子高等学校と改称。熊本県中央中学校併設
- 1959年 - 熊本中央女子高等学校と改称
- 1962年 - 商業科設置
- 1967年 - 衛生看護科設置
- 1997年 - 衛生看護専攻科開設
- 2002年 - 熊本中央高等学校と改称。衛生看護科、衛生看護専攻科を5年制一貫教育の男女共学制とし、看護学科（看護科、看護専攻科）と改称
- 2004年 - 普通科男女共学制とする
- 2008年 - 商業科を総合ビジネス科と改称
- 2014年 - 総合ビジネス科を男女共学とし全学科男女共学となる

## 著名な出身者
- 函岬誉（漫画家）
- 寺崎裕香（声優、女優）
- 松元惠（声優）
- 陣内貴美子（元バドミントン選手、スポーツジャーナリスト）
- 前田美順（バドミントン選手、北京オリンピック ダブルス4位〈スエマエ〉）
- 高村亜紀（プロゴルファー）
- 大山志保（プロゴルファー、リオデジャネイロオリンピック出場）
- 坂田愛（卓球選手）

## 関連校
- 論山女子商業高等学校（大韓民国）

※第3回「高円宮記念日韓交流基金」高円宮名誉総裁賞　受賞（姉妹校ホームステイ団交流事業）
- 坪井幼稚園